# 미노리다이역
미노리다이역(일본어: みのり台駅, みのりだいえき)은 일본 지바현 마쓰도시에 있는 신케이세이 전철 신케이세이선의 역이다. 역 번호는 SL04이다.
역명의 유래는 인근 미노리다이라는 동명에서 따왔지만 본 역은 마쓰도신덴에 위치하고 있다.

## 역 구조
상대식 승강장 2면 2선의 지상역. 두 플랫폼은 과선교로 연결된다.
신케이세이 선의 전체 역 중에서 유일하게 배리어 프리가 대응하지 않는 역이었지만 휠체어 대응 화장실과 경사로가 설치되었다.
유인역이지만 22시부터 7시까지 운행되며 22시 이후 막차는 역무원이 부재한다.

### 타는 곳
| 번선 | 노선         | 방향 | 행선                                                                                |
| ---- | ------------ | ---- | ----------------------------------------------------------------------------------- |
| 1    | 신케이세이선 | 하행 | 야바시라・신카마가야・기타나라시노・신쓰다누마・게이세이쓰다누마・ 게이세이 선 방면 |
| 2    | 신케이세이선 | 상행 | 마쓰도신덴・마쓰도 방면                                                             |

## 역 주변
- 마쓰도시 미노리다이 시민 센터
- 마쓰도 미노리다이 우체국

## 역사
- 1955년 4월 21일: 영업 개시.

## 사진

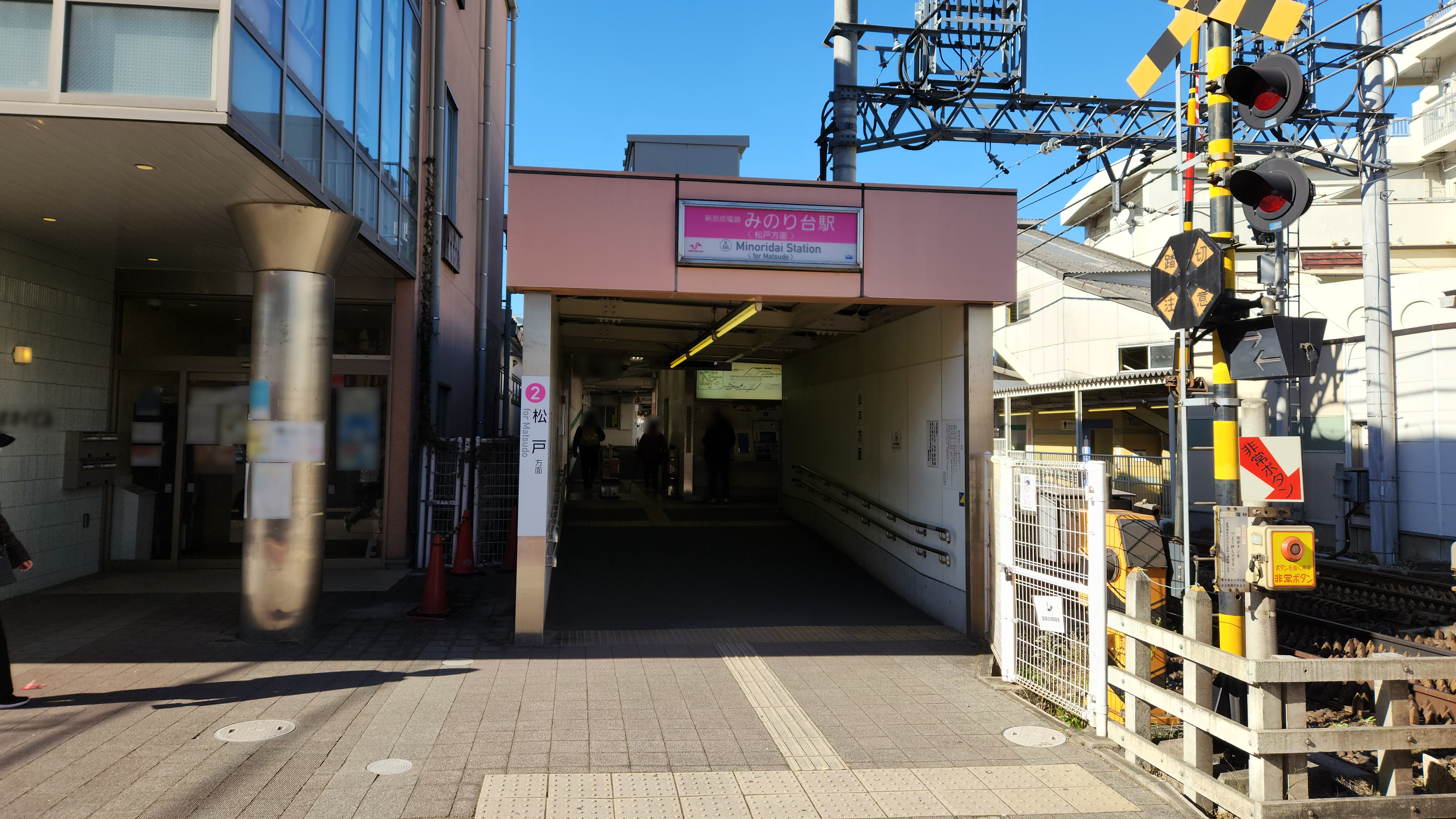
남쪽 출입구(2023년 1월)

## 인접역
| 신케이세이 전철 신케이세이선 | 신케이세이 전철 신케이세이선 | 신케이세이 전철 신케이세이선         |
| ---------------------------- | ---------------------------- | ------------------------------------ |
| SL 03 마쓰도신덴 마쓰도 방면 |                              | 야바시라 SL 05 게이세이쓰다누마 방면 |